# 武藤正明
武藤 正明（むとう まさあき、天保4年（1833年） - 明治41年（1908年））は、幕末の長州藩士、明治時代の鉄道官吏。妻は高杉晋作の一番上の妹・タケ（武、竹子）。

## 略伝
四境戦争で第二大隊隊に属し、芸州口で幕府軍と戦った。同年、足軽銃隊編成に功があり、藩主より15両を賜る。明治5年、東京に移り住み、鉄道寮に勤める。
1874年、開業した大阪駅の初代駅長となった。以降も鉄道官吏として勤め、1893年退官。1908年、東京で75歳没。
タケとの婚礼の日、綿帽子を外した花嫁があまりにも面長なので仰天して腰を抜かし、そのまま遊廓まで走ったという逸話が子孫に伝わる。
妻のタケは、兄の晋作より先に結婚して子供を産んでいる。兄妹中もっとも長命で、晋作の妻・雅子が、晩年受けた取材で、タケが青山原宿の武藤家に住み、最近は目が悪く医者に通っている事を語っている。